# Pavel Matvejevitj Obuchov
Pavel Matvejevitj Obuchov (Павел Матвеевич Обухов), född 11 oktober 1820, död 13 januari 1869, var en rysk metallurg. 
Han utexaminerades från Sankt Petersburgs gruvingenjörstrupper med högsta betyg år 1843. Obuchov sändes ut för att jobba i Uralbergen. Där utnämndes han till chef för Zlatousts vapenfabrik år 1854 och utförde förbättringar av smältdegelprocessen. Han erhöll privilegier år 1857 att använda sin process vid den storskaliga användningen av högkvalitativt gjutet stål. 
Obuchov skapade på 1850-talet en fabrik som tillverkade fältkanoner i stål. Dessa började även produceras vid Prins Mikaelfabriken år 1860. Användningen av gjutet stål för kanonrör kom att bli en vändpunkt för det ryska artilleriet. När Obuchovs fältkanon avfyrade över 4 000 skott utan skador erhöll han en guldmedalj vid Världsutställningen i London år 1862. Obuchov blev medlem av artillerikommittén och chef för Zlatoust gruvdistrikt år 1861. Han ledde även konstruktionen av stora stålverk i St. Petersburg år 1863, som senare döptes efter honom.